# 大格洛克纳山道旁富施
大格洛克纳山道旁富施是奥地利萨尔茨堡州滨湖采尔县的一个市镇。总面积158.06平方公里，总人口754人，人口密度4.8人/平方公里（2005年）。